# Krisztián Takács
Krisztián Takács (Budapest, 30 dicembre 1985) è un nuotatore ungherese.
Ha vinto una medaglia di bronzo nei 200 m stile libero ai Campionati europei di nuoto in vasca corta 2011 di Stettino.

## Palmarès
- Europei in vasca corta

Stettino 2011: bronzo nei 100m sl.
- World Games

Birmingham 2022: oro nella 4x50m ostacoli e nella 4x50m mista.